# Liste des planètes mineures non numérotées découvertes en avril 2008
Pour un article plus général, voir Liste des planètes mineures non numérotées découvertes en 2008.
Pour un article plus général, voir Liste des planètes mineures.
Cet article dresse la liste des planètes mineures (astéroïdes, centaures, objets transneptuniens et assimilés) non numérotées découvertes en avril 2008 dans l'ordre de leur découverte.
Au 15 janvier 2025, 661 077 des 1 434 993 planètes mineures répertoriées par le Centre des planètes mineures ne sont pas encore numérotées, soit 46,07 %.

## Rappel concernant la désignation provisoire
La désignation provisoire indique l'ordre de découverte de ces objets. En effet, cette désignation est composée de l'année de découverte (par exemple 2008) suivie de la quinzaine (demi-mois) de découverte (p.e. A = 1-15 janvier) puis de l'ordre de découverte dans cette quinzaine. Cet ordre est indiqué par une lettre et éventuellement un chiffre comme suit : A pour la première découverte, B pour la deuxième, ..., Z pour la 25e (le I n'est pas utilisé pour éviter la confusion avec 1), A1 pour la 26e, B1 pour la 27e, etc. , Z1 pour la 50e, A2 pour la 51e, B2 pour la 52e, etc. L'ordre de la numérotation ne suit donc pas l'ordre alphanumérique. 2008 AA1 suit ainsi 2008 AZ et précède 2008 AB1.

## Liste

### Du1erau 15 avril 2008
- 2008 GD
- 2008 GE
- 2008 GF
- 2008 GG
- 2008 GH
- 2008 GJ
- 2008 GK
- 2008 GQ
- 2008 GR
- 2008 GT
- 2008 GV
- 2008 GX
- 2008 GZ
- 2008 GD1
- 2008 GF1
- 2008 GF2
- 2008 GK2
- 2008 GL2
- 2008 GM2
- 2008 GW2
- 2008 GP3
- 2008 GQ3
- 2008 GR3
- 2008 GS3
- 2008 GU3
- 2008 GX3
- 2008 GY3
- 2008 GZ3
- 2008 GA4
- 2008 GB4
- 2008 GX4
- 2008 GF5
- 2008 GH5
- 2008 GK5
- 2008 GV5
- 2008 GZ5
- 2008 GE6
- 2008 GO7
- 2008 GW7
- 2008 GF8
- 2008 GK8
- 2008 GN8
- 2008 GR8
- 2008 GC9
- 2008 GP9
- 2008 GQ9
- 2008 GE10
- 2008 GG10
- 2008 GE12
- 2008 GF12
- 2008 GK12
- 2008 GL12
- 2008 GW12
- 2008 GG13
- 2008 GS13
- 2008 GY13
- 2008 GS14
- 2008 GX14
- 2008 GY14
- 2008 GB15
- 2008 GD15
- 2008 GG15
- 2008 GM15
- 2008 GO15
- 2008 GP15
- 2008 GT15
- 2008 GW15
- 2008 GH16
- 2008 GK18
- 2008 GN18
- 2008 GO18
- 2008 GP18
- 2008 GK20
- 2008 GL20
- 2008 GO20
- 2008 GP20
- 2008 GU20
- 2008 GV20
- 2008 GW20
- 2008 GB21
- 2008 GX21
- 2008 GJ22
- 2008 GK22
- 2008 GM22
- 2008 GB23
- 2008 GN24
- 2008 GR24
- 2008 GU24
- 2008 GB26
- 2008 GD26
- 2008 GG26
- 2008 GX26
- 2008 GJ27
- 2008 GO27
- 2008 GC28
- 2008 GJ28
- 2008 GQ28
- 2008 GX28
- 2008 GZ28
- 2008 GJ29
- 2008 GM29
- 2008 GY29
- 2008 GA30
- 2008 GO30
- 2008 GX30
- 2008 GY30
- 2008 GZ30
- 2008 GC31
- 2008 GG31
- 2008 GU31
- 2008 GY31
- 2008 GW32
- 2008 GG33
- 2008 GJ33
- 2008 GM33
- 2008 GN33
- 2008 GW33
- 2008 GY33
- 2008 GA34
- 2008 GG34
- 2008 GH34
- 2008 GK34
- 2008 GM34
- 2008 GO34
- 2008 GR34
- 2008 GE36
- 2008 GG36
- 2008 GU39
- 2008 GB40
- 2008 GT40
- 2008 GY40
- 2008 GP41
- 2008 GW41
- 2008 GV42
- 2008 GW42
- 2008 GX43
- 2008 GO44
- 2008 GF45
- 2008 GP45
- 2008 GH46
- 2008 GL46
- 2008 GU46
- 2008 GE48
- 2008 GM48
- 2008 GQ48
- 2008 GV50
- 2008 GA51
- 2008 GM51
- 2008 GO51
- 2008 GU51
- 2008 GX51
- 2008 GL52
- 2008 GC53
- 2008 GD53
- 2008 GN53
- 2008 GF54
- 2008 GP54
- 2008 GY54
- 2008 GB55
- 2008 GX55
- 2008 GE56
- 2008 GG56
- 2008 GH56
- 2008 GL56
- 2008 GP56
- 2008 GR56
- 2008 GU56
- 2008 GZ56
- 2008 GB57
- 2008 GL57
- 2008 GM57
- 2008 GN57
- 2008 GS57
- 2008 GB58
- 2008 GJ58
- 2008 GK58
- 2008 GL58
- 2008 GH59
- 2008 GK59
- 2008 GL59
- 2008 GN59
- 2008 GE61
- 2008 GG61
- 2008 GN61
- 2008 GR61
- 2008 GU61
- 2008 GE62
- 2008 GY62
- 2008 GE63
- 2008 GL63
- 2008 GT63
- 2008 GQ64
- 2008 GN65
- 2008 GS65
- 2008 GT65
- 2008 GW65
- 2008 GX65
- 2008 GZ65
- 2008 GU66
- 2008 GV66
- 2008 GC67
- 2008 GY67
- 2008 GA71
- 2008 GD71
- 2008 GM71
- 2008 GN71
- 2008 GP71
- 2008 GQ71
- 2008 GW71
- 2008 GH72
- 2008 GJ72
- 2008 GO72
- 2008 GG73
- 2008 GJ73
- 2008 GM73
- 2008 GO73
- 2008 GP73
- 2008 GU73
- 2008 GG74
- 2008 GB75
- 2008 GO75
- 2008 GC76
- 2008 GP76
- 2008 GT76
- 2008 GB77
- 2008 GR77
- 2008 GF78
- 2008 GO82
- 2008 GE83
- 2008 GQ83
- 2008 GV83
- 2008 GA84
- 2008 GB84
- 2008 GD85
- 2008 GF86
- 2008 GO86
- 2008 GP86
- 2008 GZ86
- 2008 GX87
- 2008 GA88
- 2008 GZ89
- 2008 GG90
- 2008 GM90
- 2008 GH91
- 2008 GG92
- 2008 GS92
- 2008 GR93
- 2008 GN96
- 2008 GB97
- 2008 GQ99
- 2008 GW99
- 2008 GD100
- 2008 GC102
- 2008 GB104
- 2008 GE104
- 2008 GF104
- 2008 GQ104
- 2008 GA106
- 2008 GR106
- 2008 GJ107
- 2008 GU108
- 2008 GV108
- 2008 GE109
- 2008 GO109
- 2008 GA110
- 2008 GC110
- 2008 GD110
- 2008 GE110
- 2008 GJ110
- 2008 GN110
- 2008 GB112
- 2008 GW113
- 2008 GG114
- 2008 GV114
- 2008 GX114
- 2008 GR115
- 2008 GO116
- 2008 GQ116
- 2008 GU116
- 2008 GX116
- 2008 GY116
- 2008 GK117
- 2008 GD118
- 2008 GV118
- 2008 GC119
- 2008 GN120
- 2008 GX121
- 2008 GG123
- 2008 GT124
- 2008 GX124
- 2008 GA125
- 2008 GM125
- 2008 GP125
- 2008 GR125
- 2008 GS125
- 2008 GV125
- 2008 GK126
- 2008 GO126
- 2008 GE127
- 2008 GD128
- 2008 GE128
- 2008 GX128
- 2008 GY128
- 2008 GK129
- 2008 GR129
- 2008 GH130
- 2008 GY131
- 2008 GU134
- 2008 GV136
- 2008 GM138
- 2008 GB139
- 2008 GS139
- 2008 GU139
- 2008 GX139
- 2008 GQ140
- 2008 GT140
- 2008 GW140
- 2008 GX140
- 2008 GE141
- 2008 GX141
- 2008 GM142
- 2008 GU144
- 2008 GV144
- 2008 GF145
- 2008 GJ145
- 2008 GQ145
- 2008 GR146
- 2008 GV146
- 2008 GC148
- 2008 GA149
- 2008 GU150
- 2008 GT151
- 2008 GP152
- 2008 GC153
- 2008 GW153
- 2008 GK154
- 2008 GM154
- 2008 GN154
- 2008 GS154
- 2008 GT154
- 2008 GY154
- 2008 GD155
- 2008 GR155
- 2008 GS155
- 2008 GT155
- 2008 GC156
- 2008 GE156
- 2008 GF156
- 2008 GH156
- 2008 GK156
- 2008 GM156
- 2008 GN156
- 2008 GO156
- 2008 GR156
- 2008 GS156
- 2008 GT156
- 2008 GU156
- 2008 GV156
- 2008 GW156
- 2008 GX156
- 2008 GY156
- 2008 GZ156
- 2008 GA157
- 2008 GB157
- 2008 GC157
- 2008 GE157
- 2008 GF157
- 2008 GG157
- 2008 GH157
- 2008 GK158
- 2008 GK159
- 2008 GL159
- 2008 GP159
- 2008 GR159
- 2008 GX159
- 2008 GY159
- 2008 GZ159
- 2008 GG160
- 2008 GH160
- 2008 GJ160
- 2008 GK160
- 2008 GM160
- 2008 GN160
- 2008 GR160
- 2008 GT160
- 2008 GU160
- 2008 GY160
- 2008 GD161
- 2008 GF161
- 2008 GH161
- 2008 GK161
- 2008 GN161
- 2008 GO161
- 2008 GP161
- 2008 GR161
- 2008 GT161
- 2008 GU161
- 2008 GV161
- 2008 GX161
- 2008 GY161
- 2008 GZ161
- 2008 GA162
- 2008 GC162
- 2008 GF162
- 2008 GH162
- 2008 GJ162
- 2008 GK162
- 2008 GL162
- 2008 GM162
- 2008 GN162
- 2008 GO162
- 2008 GP162
- 2008 GQ162
- 2008 GG163
- 2008 GJ163
- 2008 GQ163
- 2008 GV163
- 2008 GX163
- 2008 GB164
- 2008 GE164
- 2008 GJ164
- 2008 GO164
- 2008 GS164
- 2008 GV164
- 2008 GW164
- 2008 GY164
- 2008 GZ164
- 2008 GA165
- 2008 GB165
- 2008 GO165
- 2008 GS165
- 2008 GU165
- 2008 GV165
- 2008 GO166
- 2008 GU166
- 2008 GW166
- 2008 GZ166
- 2008 GA167
- 2008 GC167
- 2008 GJ167
- 2008 GK167
- 2008 GL167
- 2008 GY167
- 2008 GG168
- 2008 GH168
- 2008 GK168
- 2008 GM168
- 2008 GB169
- 2008 GC169
- 2008 GF169
- 2008 GH169
- 2008 GR169
- 2008 GS169
- 2008 GT169
- 2008 GV169
- 2008 GW169
- 2008 GX169
- 2008 GE170
- 2008 GF170
- 2008 GJ170
- 2008 GK170
- 2008 GL170
- 2008 GM170
- 2008 GP170
- 2008 GZ170
- 2008 GA171
- 2008 GC171
- 2008 GE171
- 2008 GF171
- 2008 GH171
- 2008 GK171
- 2008 GM171
- 2008 GS171
- 2008 GT171
- 2008 GU171
- 2008 GX171
- 2008 GZ171
- 2008 GB172
- 2008 GE172
- 2008 GF172
- 2008 GG172
- 2008 GH172
- 2008 GJ172
- 2008 GK172
- 2008 GN172
- 2008 GO172
- 2008 GQ172
- 2008 GR172
- 2008 GU172
- 2008 GV172
- 2008 GX172
- 2008 GY172
- 2008 GA173
- 2008 GB173
- 2008 GC173
- 2008 GD173
- 2008 GE173
- 2008 GF173
- 2008 GG173
- 2008 GM173
- 2008 GN173
- 2008 GX173
- 2008 GY173
- 2008 GB174
- 2008 GE174
- 2008 GF174
- 2008 GH174
- 2008 GK174
- 2008 GL174
- 2008 GM174
- 2008 GN174
- 2008 GQ174
- 2008 GR174
- 2008 GS174
- 2008 GT174
- 2008 GN175
- 2008 GQ175
- 2008 GS175
- 2008 GV175
- 2008 GY175
- 2008 GZ175
- 2008 GB176
- 2008 GC176
- 2008 GF176
- 2008 GJ176
- 2008 GN176
- 2008 GO176
- 2008 GP176
- 2008 GQ176
- 2008 GR176
- 2008 GT176
- 2008 GU176
- 2008 GY176
- 2008 GZ176
- 2008 GB177
- 2008 GD177
- 2008 GF177
- 2008 GG177
- 2008 GH177
- 2008 GJ177
- 2008 GM177
- 2008 GO177
- 2008 GP177
- 2008 GQ177
- 2008 GR177
- 2008 GS177
- 2008 GT177
- 2008 GU177
- 2008 GV177
- 2008 GX177
- 2008 GY177
- 2008 GZ177
- 2008 GA178
- 2008 GC178
- 2008 GD178
- 2008 GE178
- 2008 GJ178
- 2008 GK178
- 2008 GL178
- 2008 GM178
- 2008 GN178
- 2008 GO178
- 2008 GP178
- 2008 GR178
- 2008 GV178
- 2008 GW178
- 2008 GX178
- 2008 GY178
- 2008 GZ178
- 2008 GB179
- 2008 GC179
- 2008 GD179
- 2008 GH179
- 2008 GL179
- 2008 GM179
- 2008 GO179
- 2008 GP179
- 2008 GQ179
- 2008 GR179
- 2008 GS179
- 2008 GT179
- 2008 GU179
- 2008 GV179
- 2008 GW179
- 2008 GX179
- 2008 GY179
- 2008 GZ179
- 2008 GA180
- 2008 GB180
- 2008 GC180
- 2008 GD180
- 2008 GE180
- 2008 GF180
- 2008 GJ180
- 2008 GL180
- 2008 GM180
- 2008 GN180
- 2008 GO180
- 2008 GP180
- 2008 GQ180
- 2008 GR180
- 2008 GS180
- 2008 GT180
- 2008 GU180
- 2008 GV180
- 2008 GX180
- 2008 GY180
- 2008 GZ180

### Du 16 au 30 avril 2008
- 2008 HG
- 2008 HH
- 2008 HJ
- 2008 HK
- 2008 HZ
- 2008 HJ1
- 2008 HM1
- 2008 HX1
- 2008 HY1
- 2008 HZ1
- 2008 HA2
- 2008 HB2
- 2008 HC2
- 2008 HD2
- 2008 HE2
- 2008 HF2
- 2008 HE3
- 2008 HJ3
- 2008 HP3
- 2008 HQ3
- 2008 HR3
- 2008 HT4
- 2008 HU4
- 2008 HW4
- 2008 HF5
- 2008 HY5
- 2008 HM7
- 2008 HC8
- 2008 HR9
- 2008 HT9
- 2008 HX9
- 2008 HY9
- 2008 HZ9
- 2008 HA10
- 2008 HN10
- 2008 HZ10
- 2008 HJ11
- 2008 HM11
- 2008 HG13
- 2008 HW14
- 2008 HD15
- 2008 HG15
- 2008 HJ15
- 2008 HR16
- 2008 HE17
- 2008 HL17
- 2008 HG19
- 2008 HL19
- 2008 HX19
- 2008 HE20
- 2008 HP20
- 2008 HR20
- 2008 HY21
- 2008 HA23
- 2008 HK23
- 2008 HS23
- 2008 HK25
- 2008 HN25
- 2008 HC26
- 2008 HY26
- 2008 HZ26
- 2008 HF27
- 2008 HH27
- 2008 HO27
- 2008 HC28
- 2008 HZ28
- 2008 HV29
- 2008 HD30
- 2008 HW30
- 2008 HF31
- 2008 HJ31
- 2008 HL31
- 2008 HM31
- 2008 HS31
- 2008 HB32
- 2008 HF32
- 2008 HG32
- 2008 HK32
- 2008 HU32
- 2008 HO35
- 2008 HE36
- 2008 HH37
- 2008 HB38
- 2008 HC38
- 2008 HF38
- 2008 HT38
- 2008 HU39
- 2008 HX39
- 2008 HO40
- 2008 HR40
- 2008 HA41
- 2008 HD41
- 2008 HV41
- 2008 HG42
- 2008 HA43
- 2008 HK43
- 2008 HL43
- 2008 HT43
- 2008 HU43
- 2008 HA44
- 2008 HG44
- 2008 HR44
- 2008 HA45
- 2008 HB45
- 2008 HF46
- 2008 HU46
- 2008 HO47
- 2008 HQ47
- 2008 HA48
- 2008 HL48
- 2008 HW48
- 2008 HB49
- 2008 HR49
- 2008 HT49
- 2008 HU49
- 2008 HW49
- 2008 HU50
- 2008 HQ51
- 2008 HS51
- 2008 HA52
- 2008 HG52
- 2008 HD53
- 2008 HM53
- 2008 HP53
- 2008 HN56
- 2008 HX56
- 2008 HC57
- 2008 HG57
- 2008 HS58
- 2008 HW58
- 2008 HX58
- 2008 HY58
- 2008 HD59
- 2008 HJ59
- 2008 HM59
- 2008 HV59
- 2008 HB60
- 2008 HC61
- 2008 HZ62
- 2008 HN63
- 2008 HP63
- 2008 HQ63
- 2008 HV63
- 2008 HC64
- 2008 HX64
- 2008 HX65
- 2008 HY65
- 2008 HE66
- 2008 HO67
- 2008 HQ69
- 2008 HH72
- 2008 HS72
- 2008 HU72
- 2008 HW72
- 2008 HX72
- 2008 HB73
- 2008 HD73
- 2008 HO73
- 2008 HT73
- 2008 HW73
- 2008 HX73
- 2008 HH74
- 2008 HT74
- 2008 HY74
- 2008 HZ74
- 2008 HB75
- 2008 HD75
- 2008 HF75
- 2008 HG75
- 2008 HH75
- 2008 HJ75
- 2008 HB76
- 2008 HC76
- 2008 HF76
- 2008 HH76
- 2008 HJ76
- 2008 HM76
- 2008 HW76
- 2008 HY76
- 2008 HH77
- 2008 HK77
- 2008 HL77
- 2008 HO77
- 2008 HX77
- 2008 HJ78
- 2008 HK78
- 2008 HP78
- 2008 HS78
- 2008 HT78
- 2008 HU78
- 2008 HZ78
- 2008 HA79
- 2008 HB79
- 2008 HC79
- 2008 HD79
- 2008 HF79
- 2008 HG79
- 2008 HH79
- 2008 HJ79
- 2008 HN79
- 2008 HO79
- 2008 HP79
- 2008 HQ79
- 2008 HR79
- 2008 HS79
- 2008 HT79
- 2008 HU79
- 2008 HV79
- 2008 HW79
- 2008 HX79
- 2008 HZ79
- 2008 HB80